# 야영지

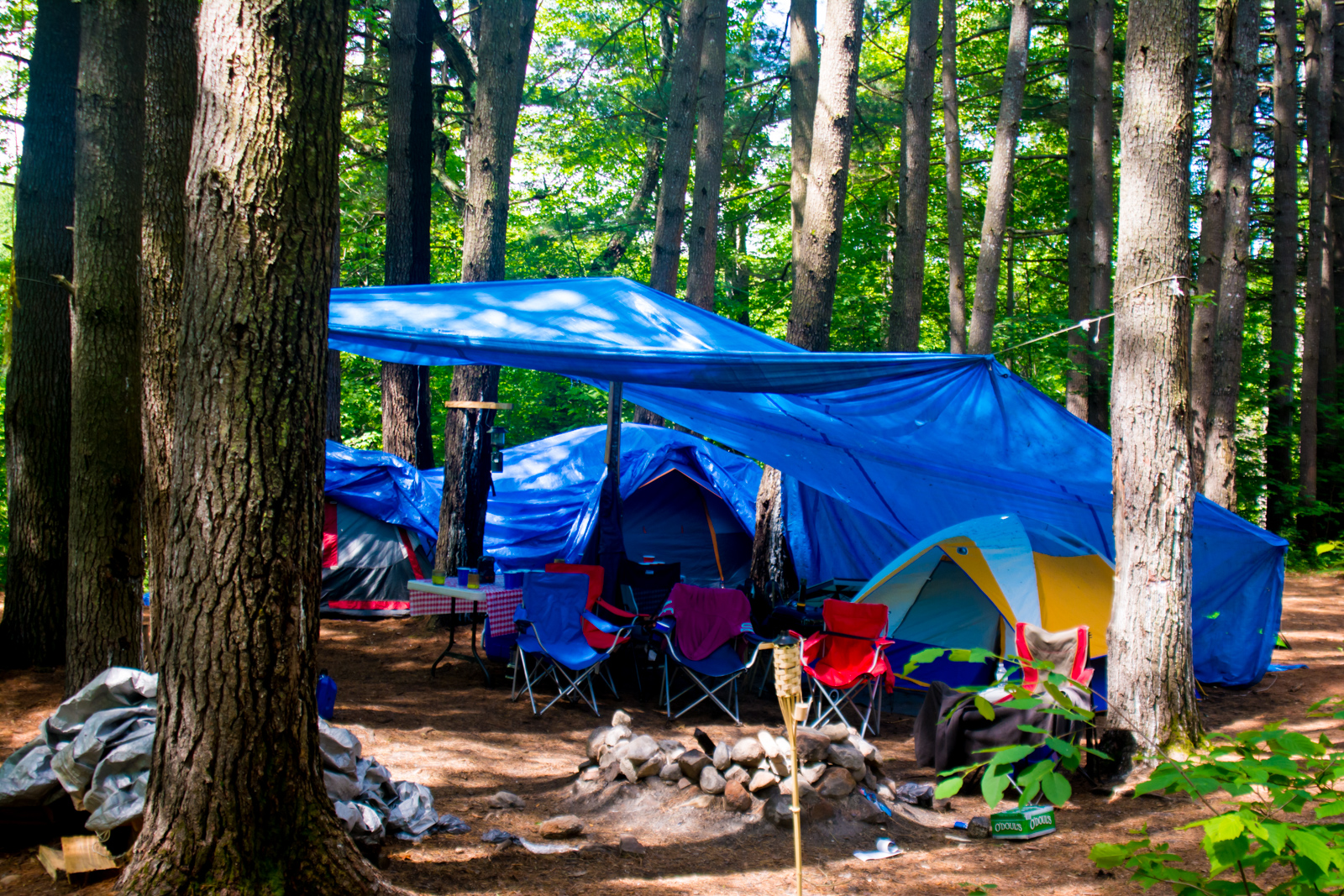
야영지에 놓인 각종 캠핑 시설들의 모습

야영지(野營地), 야영장(野營場), 캠핑장, 캠프장(campsite, camping pitch, campground)은 야영을 할 수 있는 장소이다. 보통 숲 속에 있으며, 평평한 곳이다. 최근에는 야영지에 설치된 천막(텐트들)이 화재에 취약한 재질로 드러나고 있으나 방염 처리된 천막(텐트)의 재질을 난연재로 바꿀 경우 비용 역시 천문학적으로 많이 들어 교체에 많은 어려움이 따른다.

## 같이 보기
- 야영